# King Curtis
King Curtis, pseudonimo di Curtis Ousley (Fort Worth, 7 febbraio 1934 – New York, 13 agosto 1971), è stato un sassofonista statunitense.
Nel 1965 firmò un contratto con la Atlantic Records e registrò con artisti come Aretha Franklin, John Lennon ed altri.
Nel 1971, a soli 37 anni, è stato ucciso a coltellate durante una lite.
Era noto per i suoi riff e per gli assoli intensi e growl come quelli di I Put a Spell on You (con Nina Simone), Yakety Yak o Memphis Soul Stew.

## Biografia

### Jazzista
Originario del Texas, ha iniziato a suonare il sassofono da piccolo specializzandosi non solo nel jazz, ma anche nel R&B e nel pop/folk. Ha collaborato con Lionel Hampton prima di trasferirsi a New York nel 1952, dove è diventato un apprezzato turnista per diverse case discografiche. Ha registrato con Andy Williams, Oliver Nelson, Jimmy Forrest, Nat Adderley, Wynton Kelly, e Nina Simone. Durante questo periodo, impara a comporre ed arrangiare la musica, e anche a suonare la chitarra.
Stilisticamente, Curtis prese ispirazione da Lester Young, Louis Jordan, Illinois Jacquet, Earl Bostic, e Gene Ammons. Conosciuto per il suo sincopato e percussivo stile, era sia versatile che potente nell'esecuzione. Da turnista, mise insieme una band che includeva Richard Tee, Cornell Dupree, Jerry Jemmott, e Bernard Purdie.

### Svolta rock
Curtis si divertiva a suonare sia pezzi jazz sia pezzi rhythm and blues, ma decise che avrebbe avuto maggiori possibilità di guadagni come musicista rhythm and blues. Dagli anni cinquanta fino alla metà dei sessanta, lavorò come turnista, incidendo a suo nome e con altri come i The Coasters, con i quali registrò Yakety Yak e Charlie Brown. Buddy Holly lo scritturò per una sessione in studio, durante la quale incisero Reminiscing.
Nel 1965 firmò per la Atlantic Records e registrò i suoi brani di maggior successo, Memphis Soul Stew e Ode to Billie Joe (1967). Nel 1966 Curtis incise tre brani con Jimi Hendrix, Linda Lou, Baby How About You e I Can't Take It. Inediti, i nastri andarono distrutti in un incendio nell'archivio della Atlantic. Fu il leader dei Kingpins, il gruppo d'accompagnamento di Aretha Franklin. I Kingpins aprirono il concerto dei Beatles nel 1965 allo Shea Stadium. Curtis produsse anche dei dischi, lavorando spesso con Jerry Wexler e registrando per la Groove Records, inclusa la canzone di Joe South Games People Play con il chitarrista Duane Allman.
Nel marzo 1971 apparve con Aretha Franklin e i Kingpins al Fillmore West, concerto che venne pubblicato negli album Aretha Live at Fillmore West e Live at Fillmore West, quest'ultimo a nome suo. Nel luglio 1971, Curtis suonò in It's So Hard e I Don't Wanna Be a Soldier, due brani presenti nell'album Imagine di John Lennon. Insieme ai The Rimshots, registrò la sigla della serie televisiva Soul Train, intitolata Hot Potatoes.
Il 17 giugno del 1971 Curtis suonò al Montreux Jazz Festival, insieme a Champion Jack Dupree, accompagnato da Cornell Dupree alla chitarra, Jerry Jemmott al basso e Oliver Jackson alla batteria. L'esibizione venne pubblicata postuma nel 1973 nell'album King Curtis & Champion Jack Dupree – Blues at Montreux dalla Atlantic.

### Morte
Curtis venne ucciso il 13 agosto 1971, accoltellato durante una lite con un paio di spacciatori fuori dal suo appartamento di Manhattan. Curtis stava cercando di trasportare un climatizzatore a casa sua quando Juan Montanez si rifiutò di spostarsi dall'entrata del palazzo. Ne nacque una rissa e Montanez accoltellò Curtis. Curtis morì poco tempo dopo al Roosevelt Hospital.
Nel marzo 1972, Montanez fu condannato a sette anni di carcere per omicidio di secondo grado, ma uscì alla fine del 1977 per buona condotta.
Il giorno del funerale di Curtis, la Atlantic Records chiuse i propri uffici in segno di lutto. Il reverendo Jesse Jackson officiò la cerimonia funebre, e il gruppo di Curtis, i Kingpins, suonarono Soul Serenade. Tra i partecipanti al funerale ci furono Aretha Franklin, Cissy Houston, Stevie Wonder, Brook Benton e Duane Allman. Aretha cantò lo spiritual Never Grow Old, mentre Stevie Wonder eseguì la canzone Abraham, Martin and John and now King Curtis.
Curtis fu sepolto in una tomba di granito rosso al Pinelawn Memorial Park di Farmingdale, New York, lo stesso cimitero dove sono sepolti Count Basie e John Coltrane.

## Premi e riconoscimenti
Nel 1970 ha vinto il Grammy Award per la "miglior interpretazione strumentale R&B" (Games People Play).
Nel marzo 2000 è stato inserito nella Rock and Roll Hall of Fame.

## Discografia
King Curtis
- The Good Old Fifties (1959)
- Have Tenor Sax, Will Blow (1959)
- Azure (1960)
- King Soul (1960)
- Soul Meeting (1960)
- The New Scene of King Curtis (1960)
- Party Time (1961)
- Trouble in Mind (1961)
- Old Gold (1961)
- Night Train (1961)
- Doin' the Dixie Twist (1962)
- Country Soul (1962)
- Soul Twist and other Golden Classics (1962)
- It's Party Time (1962)
- The Best of (1962)
- Soul Serenade (1964)
- Plays Hits made by Sam Cooke (1965)
- That Lovin' Feeling (1966)
- Live at Small's Paradise (1966)
- Play Great Memphis Hits (1967)
- Memphis Soul Stew (1967) #33 Pop, #6 R&B
- Sweet Soul (1968)
- Sax in Motion (1968)
- Instant Groove (1969)
- Everybody's Talkin (1970)
- Get Ready (1970)
- Blues at Montreux (1971)
- Live at Fillmore West (1971)

King Curtis and The Kingpins
- Soul Twist (1962) with The Noble Knights
- The Shirelles & King Curtis Give A Twist Party (1962) with The Shirelles a/k/a Eternally, Soul (1968)
- King Size Soul (1967)
- Live at Fillmore West (1971)